# Vergewaltigung von Strafgefangenen
Die Vergewaltigung von Strafgefangenen ist ein Sexualverbrechen an Strafgefangenen, zumeist innerhalb des Gefängnisses.

## Studien und Schätzungen aus den USA
Nach einer auf das Jahr 2006 bezogenen Studie des Justizministeriums der Vereinigten Staaten wurden in den USA dem Gefängnispersonal 2.205 Vergewaltigungen unter Gefängnisinsassen gemeldet. 262 dieser Meldungen waren nachgewiesen. Nach Studien und Reporten anderer nationaler und internationaler Organisationen ist die Anzahl der Vergewaltigungen unter Gefangenen in den Vereinigten Staaten wie auch in anderen Staaten sehr viel höher, als die offiziellen Angaben der einzelnen Regierungen belegen.
Nach Schätzungen der Organisation Human Rights Watch wurden rund 140.000 der im Jahr 1996 in den Vereinigten Staaten inhaftierten Männer während der Haft vergewaltigt. Nach Angaben der Organisation Stop Prisoner Rape mit Sitz in New York City werden in den Gefängnissen weltweit hauptsächlich Männer Opfer einer Gefängnisvergewaltigung. Insbesondere seien jüngere Männer unter den Geschädigten. Frauen werden weltweit zumeist Opfer ihrer männlichen Bewacher und Wärter. Männer hingegen werden weltweit größtenteils Opfer gleichgeschlechtlicher Sexualverbrechen, die entweder von Mitinsassen im Gefängnis oder von Wärtern begangen werden.

## Sowjetunion
Zur Zeit der Sowjetunion unter dem Kommunismus spielte die Vergewaltigung von Häftlingen eine feste Rolle und diente u. a. dazu, politische und religiöse Gefangene zu erniedrigen. Weibliche Gefangene wurden oft an privilegierte männliche Gefangene verteilt. In der Quantität spielte aber auch hier die Vergewaltigung männlicher Opfer die größere Rolle.

## Brasilien
In Brasilien gibt es keine offiziellen Erhebungen über Vergewaltigungen in Gefängnissen, aber die Vergewaltigung und Tötung von Vergewaltigern und besonders Pädophilen durch andere Gefangene ist sehr häufig und wird oft bewusst durch die wachhabenden Polizisten ermöglicht. Dabei gelten Zuhälter und Mitglieder von Drogengangs in den Augen der Gefangenen indes nicht als Vergewaltiger, obwohl diese oft von „Berufs“ wegen Frauen und Mädchen versklaven und vergewaltigen.
Jedoch wurde der Organisation Amerikanischer Staaten von Frauen- und Gefangenenverbänden bereits im März 2007 ein Bericht vorgelegt, der den Missbrauch weiblicher Gefangener im Jahre 2006 offenlegte. In Brasilien kommt es relativ häufig vor, dass weibliche Gefangene auf Männerzellen gelegt werden, auf denen sich meistens 20 bis 50 Männer befinden, wo sie hilflos Vergewaltigungen ausgesetzt sind. Gründe dafür sind manchmal das Fehlen von Zellen für weibliche Gefangene in kleineren Einrichtungen, öfter hingegen Repressalien der wachhabenden Polizisten gegen einzelne weibliche Gefangene, Aufträge von einsitzenden Drogenbossen gekoppelt mit Bestechungen an die Polizisten, um sich und andere Gefangene mit „Frischfleisch“ zu versorgen und laut Aussagen der Polizei auch Verwechselungen und Versehen.
Die Dunkelziffer ist naturgemäß sehr hoch, aber im November 2007 gelangte ein Fall groß in die Presse, als eine Jugendliche im Gefängnis der Stadt Abaetetuba im Norden des Bundesstaates Pará die einzige Zelle mit über zwanzig Männern teilen musste und 26 Tage lang missbraucht wurde. Seitdem sind immer wieder Fälle bekannt geworden. So beschreibt die brasilianische Aktivistin Petala Parreira einen über den sehr aktiven Prostituiertenverband Aprosmig des Bundesstaates Minas Gerais bekannt gewordenen drastischen Fall in Form einer freien Erzählung und listet im dokumentarischen Teil mehr als zwanzig weitere skandalöse Fälle auf.
In vielen anderen lateinamerikanischen Ländern herrschen ähnliche Verhältnisse, doch die Grausamkeiten kommen selten ans Tageslicht, es sei denn, die Täter sind so stolz über ihre Untaten, dass sie selbst Aufnahmen davon verbreiten, so wie es zwei Schwerverbrecher 2010 in Paraguay machten und damit weltweit in die Schlagzeilen kamen.

## Einige islamisch geprägte Länder
Im Islamischen Staat wird oft ein fehlendes Bewusstsein der Täter für das Unrecht einer Vergewaltigung beobachtet, da nach deren Auslegung der sexuelle Anspruch gegenüber zuvor gefangen genommenen Frauen religiös-gesetzlich besteht.
Im Iran kommt es auch zum Vergewaltigen von Jungfrauen vor der Hinrichtung. Nach ihrer Auffassung der Scharia darf eine Jungfrau nicht hingerichtet werden.
Bekannt wurde der massenhafte Missbrauch von Jungfrauentests anlässlich der Kundgebungen in Ägypten im Jahre 2011 auf dem Tahrir-Platz, wo festgenommene Demonstrantinnen unter dem Applaus der anderen Soldaten diesem Test unterzogen wurden. Häufig wurden sie so wehrlos und mit weit geöffneten Beinen gefilmt und hatten Angst, dass die Soldaten das Material veröffentlichen würden, was ihre gesellschaftliche Ächtung bedeuten würde.

## Die Vergewaltigung von Strafgefangenen in der Geschichte
In vielen Epochen war die Vergewaltigung geduldet oder sogar angeordnet. Sehr gut belegt ist die Vergewaltigung von der Hexerei angeklagten Frauen vom 16. bis 18. Jahrhundert. Da bestimmte Untersuchungen und Foltermethoden es nötig machten, dass das Opfer nackt sei, wurde die Fantasie der Folterknechte angeregt und diese nutzten die Wehrlosigkeit der in den Zellen angeketteten Frauen aus, um sich später an ihnen zu vergehen. Viele Vergewaltigungen sind belegt, weil diese den Opfern zur Last gelegt wurden; die angeblichen Hexen hätten, so die Anklage, die Wächter verzaubert und verführt.
Ein bekanntes Folterinstrument war die Vaginalbirne, ein birnenförmiges Instrument aus Metall, das in die Vagina oder auch in andere Körperöffnungen eingeführt und durch eine Schraube aufgespreizt wurde. Diese Folter stellt aus heutiger Sicht schon in sich eine Vergewaltigung dar.

## Öffentliche Debatte
Das Thema Vergewaltigung von Strafgefangenen und allgemein von Männern war lange ein Tabu. Erst 1980 wurde in den USA, mit der Gründung der Just Detention International, eine erste Organisation gegründet, die öffentlich gegen sexuelle Gewalt in Gefängnissen auftritt. Führendes Mitglied der Vereinigung und bekannter Aktivist war bis zu seinem AIDS-Tod im Jahre 1996 Stephen Donaldson, bekannter als Donny the Punk, der während eines Gefängnisaufenthaltes selbst dutzendfach vergewaltigt wurde.

## In den Medien

### Film und Fernsehen
Das Thema Gefangenen-Vergewaltigung wurde in Vergangenheit und Gegenwart in vielen Fernseh- und Filmdramen international behandelt. Während Filme wie Die Verurteilten und American History X noch die gravierenden Auswirkungen auf die Opfer darstellten, griffen andere wie Alles Routine, Half Baked und Ab in den Knast dieses Thema später mit Komik und „schwarzem Humor“ auf. In den letzten Jahren spielte es in Fernsehserien wie Oz – Hölle hinter Gittern und Prison Break in den Vereinigten Staaten oder Hinter Gittern – Der Frauenknast in Deutschland eine Rolle.

### Romane
In den folgenden Romanen bilden Vergewaltigungen unter Gefangenen wesentliche Motive.
- Marek Krajewski: Pest in Breslau (2007)
- Karin Slaughter: Verstummt (2007)
- Heinz Sobota: Der Minus-Mann (1978)
- Petala Parreira: Mädchen im Männerknast (2015), ISBN 978-3-7427-4535-4